# Quan chế nhà Nguyễn

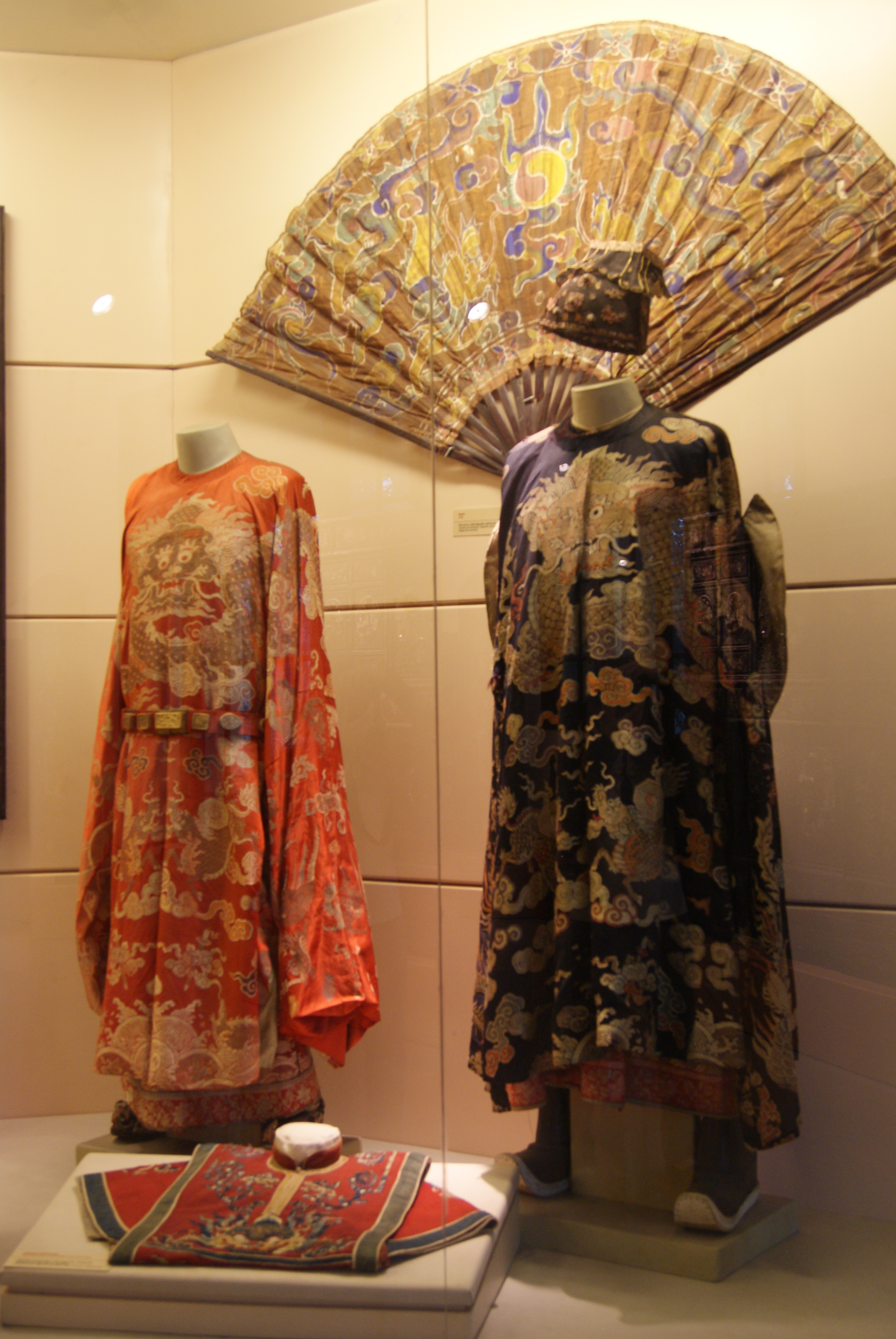
2 bộ Mãng Bào và mũ Kim Quan làm triều phục của công hầu thời Nguyễn, Bảo tàng lịch sử Việt Nam, Hà Nội.

Trong suốt hơn 140 năm tồn tại (1802-1945) với 13 đời vua, nhà Nguyễn đã thực hiện hai cuộc chuẩn định lớn trong việc cải tổ hệ thống quan lại.  Cuộc chuẩn định đầu là vào thời Gia Long năm 1804, còn gọi là Quan chế Gia Long. Cuộc chuẩn định sau là vào thời Minh Mạng năm 1827, còn gọi là Quan chế Minh Mạng. 
Các sửa đổi và bổ sung vào thời các vua sau Minh Mạng không tạo ảnh hưởng đáng kể nên thường được đưa vào hoặc xem như là các sửa đổi trong cuộc chuẩn định thời Minh Mạng, tức Quan chế Minh Mạng.

## Hình thành
Trong các triều đại quân chủ Á Đông, để phân biệt địa vị, chức vụ giữa các quan trong cơ cấu quan lại, triều đình do vua điều hành, thường dùng hai (2) hệ thống tước vị và phẩm hàm. Phong tước (vị) như phong các tước Vương, Công, Hầu, Bá, Tử, Nam là hình thức ban tặng danh hiệu cho các hoàng tử, thân vương, công thần có công lớn đặc biệt với triều đình trong chế độ quân chủ, thường đi kèm với việc ban tặng đất đai. Bổ phẩm hàm như bổ vào trật Chánh nhị phẩm, hàm Tổng đốc trong quan chế Minh Mạng là hình thức ban bổ, thăng chức, giáng cấp trong cơ cấu quan lại, thường được biết đến với thuật ngữ là Quan chế hoặc Quan chế Cửu phẩm Quan giai.

## Quan chế

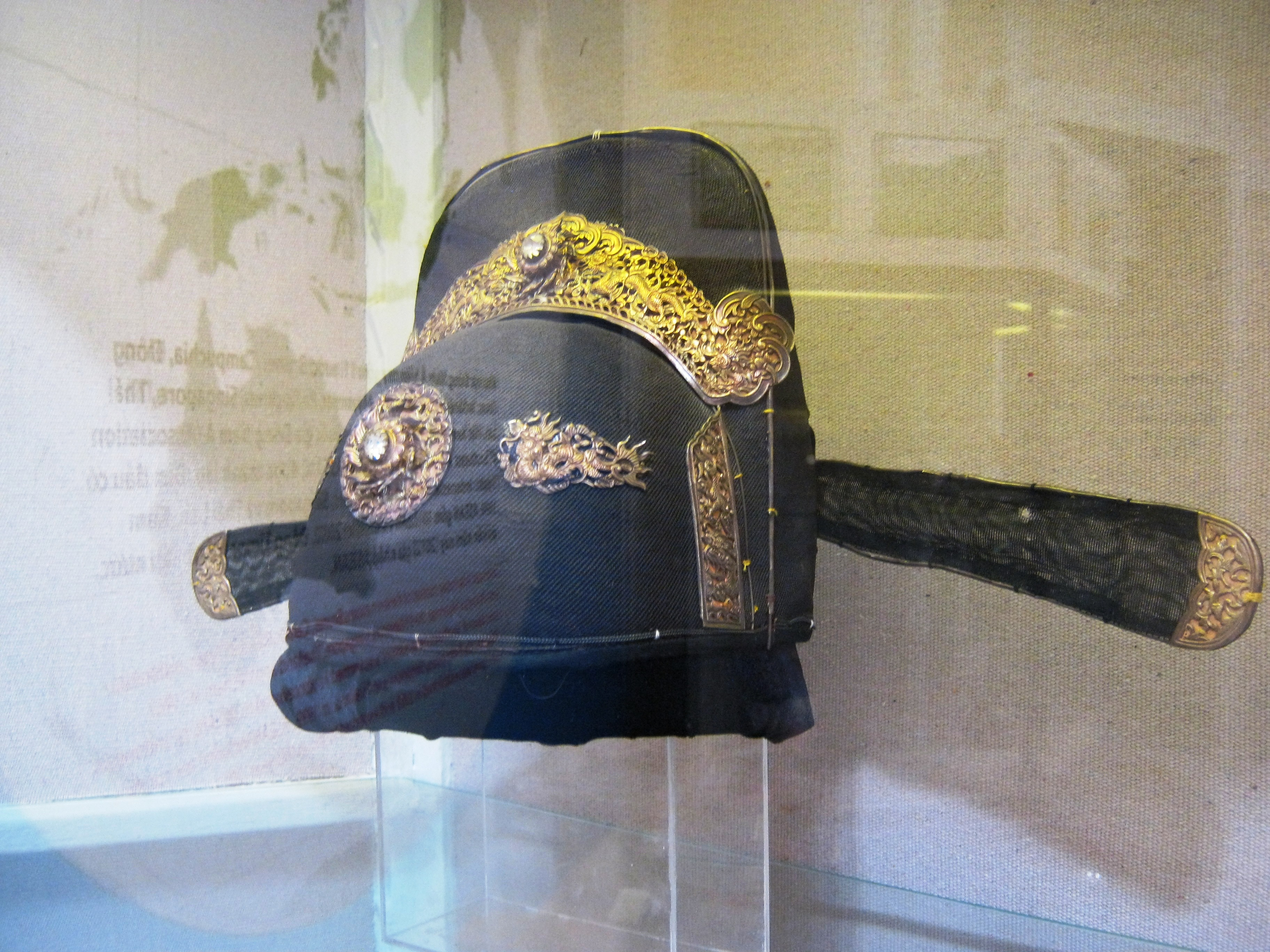
Mũ Phốc Đầu, thường gọi là mũ cánh chuồn ở thế kỷ 19, được làm bằng kim loại và lông đuôi ngựa, trưng bày trong Bảo tàng Lịch sử Thành phố Hồ Chí Minh. Mũ dáng tròn dành cho quan văn, mũ dáng vuông dành cho ban võ.

Quan chế triều Nguyễn, tương tự như quan chế trong các triều đại Trung Hoa hoặc Việt Nam trước đây, phân định hệ thống quan lại trong triều đình với hai (2) ban văn, võ và chín (9) phẩm từ Cửu phẩm là phẩm hạng thấp nhất đến Nhất phẩm là phẩm hạng cao nhất.  Quan chế hai (2) ban, chín (9) phẩm này có tên gọi là Cửu phẩm Quan giai và được áp dụng tại hầu hết trong các triều đại quân chủ Á Đông. 

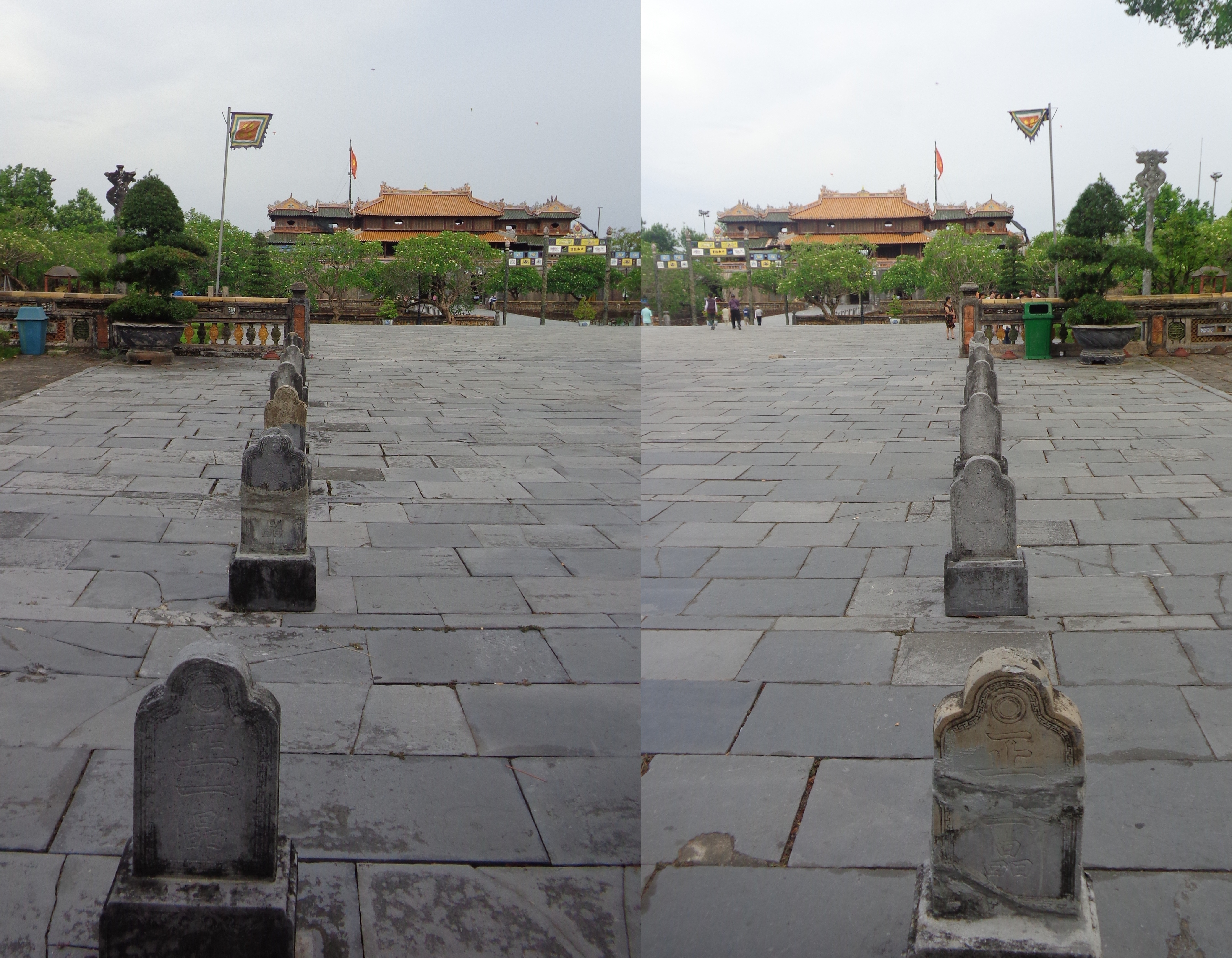
Hai hàng trụ đá (Phẩm Sơn) đề phẩm trật (từ Chính nhất phẩm (正一品) đến Tòng tam phẩm (從三品)) của các quan văn võ chầu hầu tại sân Đại Triều Nghi (hoàng thành Huế).

### Tổ chức phẩm hàm
Tổ chức phẩm hàm thường được áp dụng trong quan chế Cửu phẩm Quan giai như sau:
- Quan lại trong triều đình chia làm hai (2) ban văn võ được gọi là Văn giai, Võ giai
- Mỗi ban văn võ có chín (9) bậc phẩm.  Văn giai có chín (9) phẩm, Võ giai có chín (9) phẩm
- Chín (9) phẩm với Cửu phẩm là phẩm hạng thấp nhất và Nhất phẩm là phẩm hạng cao nhất (ngoại trừ trong quan chế Gia Long, còn có bậc phẩm cao hơn Nhất phẩm). Đường quan là 5 phẩm trên từ nhất phẩm đến ngũ phẩm; thuộc quan là quan cấp dưới từ lục phẩm đến cửu phẩm[1]
- Mỗi bậc phẩm lại được chia nhỏ làm 2 trật khác nhau là Chánh và Tòng.  Trật Chánh cao hơn trật Tòng.  Vì vậy, phẩm Nhất phẩm có 2 trật là trật Chánh nhất phẩm và trật Tòng nhất phẩm, hoặc phẩm Thất phẩm có 2 trật là trật Chánh thất phẩm và trật Tòng thất phẩm
- Vì mỗi phẩm có 2 trật (Chánh và Tòng), nên mỗi ban Văn võ có mười tám (18) trật khác nhau trong chín (9) phẩm.  Văn giai có chín (9) phẩm mười tám (18) trật, Võ giai có chín (9) phẩm mười tám (18) trật
- Mỗi trật (Chánh hoặc Tòng) có một hoặc nhiều hàm cùng trật.  Ví dụ, trong quan chế Minh Mạng, trật Tòng nhất phẩm chỉ có hàm Hiệp biện Đại học sĩ, trong khi trật Chánh tam phẩm có các hàm Lục bộ Tả Hữu Thị lang; Hàn lâm viện Chưởng viện học sĩ; Hàn lâm viện Trực học sĩ; Thông chính sứ ty Thông chính sứ; Đại lý tự Khanh; Thái thường tự Khanh; Nội vụ phủ Thị lang; Vũ khố Thị lang; Thiêm sự phủ Thiêm sự; Thừa Thiên phủ Phủ doãn; Hiệp trấn các trấn; Bố chính sứ
- Ngoài ra, trong quan chế Gia Long, mỗi trật còn có thể có các trật Tản giai tức các trật gồm những hàm được bổ nhưng không có chức kèm theo, được biết như các hàm nhàn tản, nên gọi là trật Tản giai.  Ví dụ như trong quan chế Gia Long có trật Tản giai Chánh ngũ phẩm với hàm Khâm thiên giám Giám chính; Thái y viện Ngự y; Chánh cai bạ tào.  Các hàm này là hàm với trật Tản giai Chánh ngũ phẩm tức là hàm có phẩm (và quyền lợi kèm theo) là Chánh ngũ phẩm, nhưng không được giao việc gì với hàm này vì đây là hàm tượng trưng, hàm Tản giai

### Phân biệt hàm và chức
Hàm được bổ và chức được giao cho có thể giống hoặc khác nhau tùy theo từng trường hợp. Ví dụ:
- Tên hàm cũng là tên chức - đây là phần lớn các trường hợp trong quan chế - ví dụ như trong quan chế Minh Mạng, trật Chánh tứ phẩm, có hàm Án sát sứ cũng là chức Án sát sứ tại một tỉnh hoặc hàm Thái y viện Viện sứ cũng là chức Viện sứ tại Thái y viện
- Tên hàm không là tên chức - phần lớn dành các quan với phẩm trật cao được bổ vào các chức quan trọng nhưng không cùng tên hàm - ví dụ như trong quan chế Minh Mạng, trật Chánh nhất phẩm, có hàm Cần Chánh điện Đại học sĩ, thường được bổ chức là Cơ mật viện Đại thần (do quy định Cơ mật viện được đảm nhiệm bởi bốn (4) vị đại thần văn võ từ tam phẩm trở lên)
- Một quan có thể mang hàm và chức khác nhau trong cùng một trật - ví dụ như trong quan chế Minh Mạng, trật Chánh tứ phẩm, vị quan viên với hàm Lục bộ Lang trung có thể giữ chức Tôn nhân phủ Tả Tá lý, là chức cùng trật Chánh tứ phẩm

### Các điểm nổi bật của Quan chế nhà Nguyễn
Tuy mô phỏng từ các triều đại trước, quan chế Cửu phẩm Quan giai nhà Nguyễn có những điểm nổi bật rất riêng biệt như sau:
1. Quan chế Gia Long, ban hành vào năm Gia Long 5 (1804) được biết đến là quan chế:
- Có phẩm hàm trên cả nhất phẩm cho cả hai ban văn, võ như phẩm hàm Tôn nhân phủ Tôn nhân lệnh
- Dùng nhiều danh xưng đã có từ các chúa Nguyễn như Chính dinh mà không hề có trong các triều đại quân chủ Á Đông khác
- Chuẩn hóa quan chức liên quan đến miền Thượng du với các chức quan như vùng người Kinh nhưng có chữ "thổ" đằng trước như Thổ Tri phủ, Thổ Tri châu, Thổ Tri huyện

2. Quan chế Minh Mạng, ban hành vào năm Minh Mạng 8 (1827), cùng với các sửa đổi, bổ sung nhỏ sau này, được biết đến là quan chế:
- duy nhất phong tặng Thụy hàm và Thụy hiệu kèm theo từng phẩm hàm để tiện dùng ngay khi vị quan mất mà không cần phải chờ triều đình hoặc vua sắc phong thụy hàm hoặc thụy hiệu sau này.  Ví dụ, trật Chánh tam phẩm Văn giai được ban Thụy hàm và Thụy hiệu là Cáo thụ Gia Nghị đại phu, thụy Ôn Mục.  Cáo thụ Gia Nghị đại phu là Thụy hàm, Ôn Mục là Thụy hiệu.  Một ví dụ khác là trật Chánh thất phẩm Võ giai được ban Thụy hàm và Thụy hiệu là Sắc thụ Hiệu Trung kỵ uý, thụy Hùng Quả
- Hoàn chỉnh nhất trong các triều đại quân chủ tại Việt Nam và được áp dụng cho đến ngày chấm dứt của triều Nguyễn vào năm 1945
- Chịu ảnh hưởng rất nhiều từ quan chế Hồng Đức (1471) thời Lê Thánh Tông nên có các chức như Lục bộ, Tham Tri, Thị Lang, Thư Lại, v.v.
- Bãi bỏ những quan chức thời chúa Nguyễn không còn thực dụng bắt đầu từ thời Minh Mạng như Tham Nghị, Thiêm sự
- Thay đổi những quan chức liên quan đến cấp trấn, đạo với cuộc cải tổ hành chính năm Minh Mạng 13 (1832).  Ví dụ như việc bãi bỏ các chức liên quan đến trấn, đạo như Trấn thủ, Hiệp thủ, lập các chức mới liên quan đến Tỉnh như Tổng đốc, Tuần vũ, Bố chính, Án sát

## Quan chế Gia Long (1804)

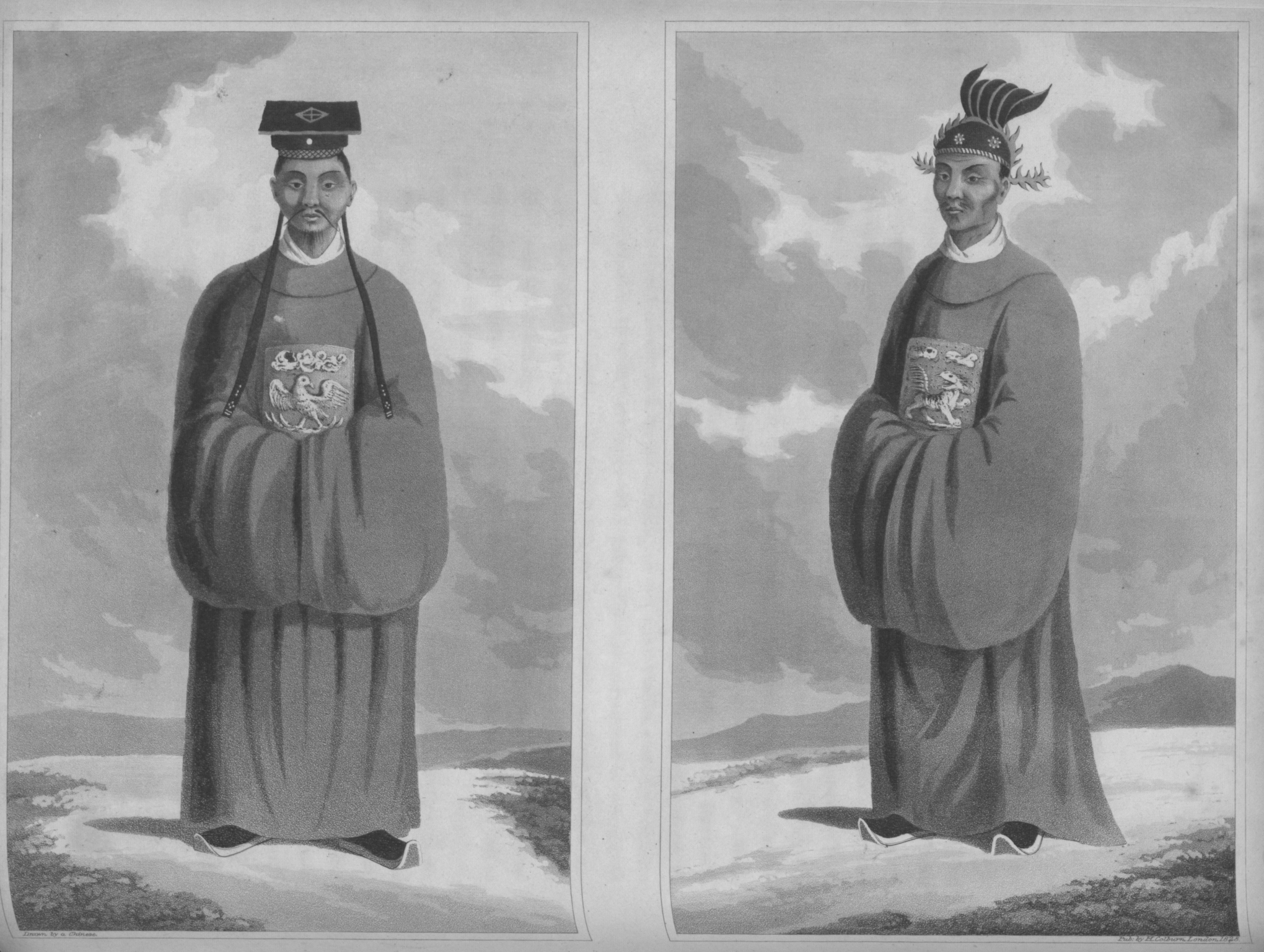
Phẩm phục của quan văn (trái) và quan võ (phải) do người Anh vẽ lại

### Văn giai
- Bậc trên nhất phẩm: Tôn nhân phủ Tôn nhân lệnh; Tam công (Thái sư, Thái phó, Thái bảo)
- Chánh nhất phẩm: Tôn nhân phủ Tả Hữu tôn chính; Tam thiếu[2] (Thiếu sư, Thiếu phó, Thiếu bảo)
- Tòng nhất phẩm: Tham chính; Tham nghị; Thị trung Đại học sĩ
- Chánh nhị phẩm: Lục bộ Thượng thư; Đô sát viện Tả Hữu Đô ngự sử
- Tòng nhị phẩm: Lục bộ Tả Hữu[3] Tham tri; Tuần phủ; Đô sát viện Tả Hữu Phó đô ngự sử; Tán lý;
- Chánh tam phẩm: Chánh thiêm sự; Thị trung Trực học sĩ; Thị trung học sĩ; Trực học sĩ các điện; Học sĩ các điện; Hiệp trấn các trấn; Cai bạ, Ký lục công đường các dinh
- Tòng tam phẩm: Thiếu thiêm sự; Cai bạ Chính dinh; Tham tán các quân; Thượng bảo khanh; Thần sách quân Tham quân
- Chánh tứ phẩm: Quốc tử giám Đốc học; Lục bộ Thiêm sự; Thượng bảo thiếu Khanh; Đông các học sĩ; Tham quân, Tham mưu các quân dinh; Cai bạ cung Trường Thọ; Tham hiệp các trấn
- Tòng tứ phẩm: Quốc tử giám phó Đốc học; Tuyên phủ sứ; Thị trung tham luận, Điển quân các quân dinh; Cai bạ điển quân
- Chánh ngũ phẩm: Thị nội tham luận; Thần sách quân Tham luận; Hàn lâm viện Thừa chỉ; Hàn lâm viện Thị giảng; Hàn lâm viện Thị độc; Hàn lâm viện Chế cáo; Hàn lâm viện Thị thư; Hàn lâm viện Tu soạn; Hàn lâm viện; Đốc học các trấn dinh
  - Tản giai chánh ngũ phẩm[4]: Khâm thiên giám Giám chính; Thái y viện Ngự y; Chánh cai bạ tàu
- Tòng ngũ phẩm: Tham luận các quân dinh; phó Đốc học các dinh trấn; Cai bạ các biệt đạo; Điển quân tham luận[5]
  - Tản giai tòng ngũ phẩm: Chính dinh Tri bạ, Thị trung Cai án tri bạ; Thị nội Cai án tri bạ; Trường thọ cung Cai án tri bạ; Khôn Đức cung Cai án tri bạ; Tri bạ tàu; Trưởng đồ Tham luận; Tu thiện Cai án; Lục bộ Lệnh sử ty Câu kê; Đồ gia Cai án tri bạ; Đồ gia Lệnh sử ty Câu kê; Lệnh sử tàu ty Câu kê; Thần sách quân Thư ký cai án tri bạ; Thư ký các trấn dinh cai án tri bạ; Cai án tri bạ các biệt đạo; Khâm thiên giám Giám phó, Thái y viện phó Ngự y, Khâm thiên giám Chiêm hậu
- Chánh lục phẩm: Tri phủ
- Tòng lục phẩm: Thị thư viện; Cống sĩ viện
  - Tản giai tòng lục phẩm: Lục bộ Lệnh sử ty Cai hợp[6]; Thị trung Cai hợp; Thị nội Cai hợp; Thần sách quân Cai hợp; Trường Thọ cung Cai hợp; Khôn Đức cung Cai hợp; Cai hợp các quân dinh; Thái y viện Y chính; Đồ gia Lệnh sử ty Cai hợp; Lệnh sử tàu ty Cai hợp; Câu kê hai ty các trấn dinh
- Chánh thất phẩm: Tri huyện; Tri châu
- Tòng thất phẩm
  - Tản giai Tòng thất phẩm: Lục bộ Lệnh sử ty Thủ hợp; Thị trung Thủ hợp; Thị nội Thủ hợp; Thần sách quân Thủ hợp; Trường Thọ cung Thủ hợp; Khôn Đức cung Thủ hợp; Thủ hợp các quân dinh; Thái y viện Y phó; Đồ gia Lệnh sử ty Thủ hợp; Lệnh sử tàu ty Thủ hợp; Cai hợp hai ty các trấn dinh; Cai hợp ty Chiêm hậu các trấn dinh; Cai án tri bạ các trấn dinh; Bình luận các đầu nguồn, cửa biển; Cai hợp các biệt đạo; Cai hợp các thủ sở[7]
- Chánh bát phẩm: Trợ giáo; Huấn đạo các huyện
- Tòng bát phẩm:
  - Tản giai Tòng bát phẩm: Lục bộ Lệnh sử ty Bản ty; Trường thọ cung Lệnh sử ty Bản ty; Khôn Đức cung Lệnh sử ty Bản ty; Y viện Lệnh sử ty Bản ty; Đồ gia Lệnh sử ty Bản ty[8]; Lệnh sử tàu Bản ty; Chiêm hậu lại ty bản ty; Thủ hợp hai ty các trấn dinh; Chiêm hậu ty Thủ hợp các trấn dinh; Thủ hợp các biệt đạo; Thủ hợp các thủ sở[9]
- Chánh cửu phẩm: Quốc tử giám Lễ sinh; Lễ sinh các phủ
- Tòng cửu phẩm:
  - Tản giai Tòng cửu phẩm: Bản ty hai ty các dinh trấn; Chiêm hậu các dinh trấn; Lệnh sử các biệt đạo; Lệnh sử các thủ sở; Ký lục các phủ; Vị nhập lưu Ký lục, Thư lại các phủ; Đề lại các phủ huyện; Cai phủ tào; Ký lục tào; Lương y; Ngoại khoa Lương y; Pháp lục[10]; Tướng thần lại[10], Xã trưởng; Thôn trưởng; Trang trưởng; Cai trại; Tự thừa[11]; Cai hợp; Thủ hợp các cục tượng tức Nội tạo ty Thủ hợp[12]

### Võ giai
- Bậc trên nhất phẩm: Tôn nhân phủ Tôn nhân lệnh; Tam công (Thái sư, Thái phó, Thái bảo)
- Chánh nhất phẩm: Tôn nhân phủ Tả Hữu tôn chính; Tam thiếu[2] (Thiếu sư, Thiếu phó, Thiếu bảo), Chưởng quân Chưởng phủ sự; Chưởng Tượng chính; Thị trung Đô thống chế; Chưởng dinh
- Tòng nhất phẩm: Chưởng quân Thự phủ sự; Thần sách Đô thống chế; Thị trung Phó Đô thống chế
- Chánh nhị phẩm: Phó Tướng; Thần sách Phó Đô thống chế; Thị trung Thống chế; Thị nội Thống chế, Thủy dinh Thống chế
- Tòng nhị phẩm: Phó Thống chế; Thị trung Vệ úy; Chưởng cơ
- Chánh tam phẩm: Thị nội Vệ úy; Thần sách Vệ úy; Thị trung Phó Vệ úy; Thị trung Cai cơ; Đồ gia Chánh, Phó Quản cơ[13]; Thị nội Chánh, Phó Quản cơ; Chánh đồn Cai cơ; Trấn thủ; Lưu thủ
- Tòng tam phẩm: Thị nội Phó Vệ úy; Thần sách Phó Vệ úy; Thủy dinh Phó Cai cơ[14]; Phó đồn Cai cơ; Tuần hải Chánh Đô dinh; Chư quân Vệ úy[15]
- Chánh tứ phẩm: Chư quân Phó Vệ úy; Chư quân Chánh Quản cơ; Thần sách Chánh Quản cơ[16]; Thị nội Cai cơ; Thần sách Cai cơ; Trường Thọ cung Cai cơ; Tuần hải Phó Đô dinh
- Tòng tứ phẩm: Thần sách Phó Quản cơ; Chư quân Phó Quản cơ; Tuyên úy Đại sứ Chánh Trưởng chi; Tuyên úy sứ Chánh Quản cơ; Tàu vụ[17] Chánh, Phó Quản cơ; Chư quân Cai cơ; Thị trung Cai đội, Đồ gia Cai đội; Đồ gia Phó đội;[18] Giám thành sứ; Án phủ sứ
- Chánh ngũ phẩm: Thị nội Cai đội; Thần sách Cai đội; Trường Thọ cung Cai đội; Khôn Đức cung Cai đội; Thân vương phủ Cai đội; Thị trung Phó đội; Thần sách Chánh Hiệu úy; Tuyên úy Đại sứ Phó Trưởng chi; Tuyên úy sứ Phó Quản cơ; Chiêu thảo sứ; Phòng ngự sứ; Giám thành Phó sứ; Chư quân Cai cơ; Thủ sở Cai cơ
- Tòng ngũ phẩm: Thị nội Phó đội; Thần sách Phó đội; Thần sách Phó Hiệu úy; Chánh Thủ hiệu; Trưởng hiệu; Tuyên úy Đồng Tri; Tuyên Úy Thiêm sự; Chư quân Cai đội; Sơn lăng Cai đội; Thái miếu Cai đội; Tư thiện Cai đội; Phó chi các biệt đạo; Chánh Hiệu úy, Tĩnh hải úy và Phi kỵ úy các biệt đạo; 
  - Tản giai Tòng ngũ phẩm: Trường đà Chánh, Phó Quản cơ[19]
- Chánh lục phẩm: Ngoại trù[20] Cai đội; Từ đường Cai đội[21]; Chư quân Phó đội; Phó thủ hiệu; Phó hiệu; Phòng ngự Đồng tri; Phòng ngự Thiêm sự; Chiêu thảo Đồng tri: Chiêu thảo Thiêm sự; Phó hiệu úy; Tĩnh hải Phó úy; Phi kỵ Phó úy; Phó úy các biệt đạo; Thuộc kiên[22] Cai đội; Thuộc kiên Phó đội; Cai đội các dinh trấn, biệt đạo, thủ sở
  - Tản giai Chánh lục phẩm: Cai đội các đơn vị Thủ ngự cửa ải[23], Thủ ngự bả lệnh[24], Trường đà[19], Tiểu hầu, Công khố, Cục tượng, Công xa, Tòng quân; Cai đội hàm
- Tòng lục phẩm: Đội trưởng của các quân Thị trung, Thị Nội, Thần sách; Đội trưởng cung Trường Thọ, cung Khôn Đức, các phủ vương tử vương tôn; Đội trưởng các chư quân; Chánh thuộc hiệu Cai đội và Phó đội biệt đạo dành cho các phiên thần; Đội trưởng các đơn vị Sơn lăng, Thái miếu, Tư Thiện, Ngoại trù, Từ đường; Đội trưởng các cơ Thuộc kiên, các dinh trấn; Các phiên thần làm Cai đội tòng quân; Đội trưởng các biệt đạo; Đội trưởng các thủ sở; Các phiên thần làm phó Thuộc hiệu và Đội trưởng 
  - Tản giai Tòng lục phẩm: Bả lệnh Phó đội; Tiểu hầu Phó đội
- Chánh thất phẩm: Không có
- Tòng thất phẩm
  - Tản giai Tòng thất phẩm: Khám lý; Khám lý hàm; Đề đốc các phủ; Tiểu hầu Đề lãnh hàm; Tiểu hầu Đội trưởng; Đề lãnh các khố; Trường đà Đề lãnh hàm; Trường đà Đội trưởng; Đội trưởng các đơn vị Trường đà, Bả lệnh, Công khố, Tòng quân; Đội trưởng hàm
- Chánh bát phẩm: Không có
- Tòng bát phẩm
  - Tản giai Tòng bát phẩm: Tiểu hầu Chánh Cai quan; Chánh Cai quan các cục tượng; Tiểu hầu Cai quản; Cai quản các cục tượng; Thứ đội trưởng các thuyền đội; Thứ đội trưởng các đơn vị Bả lệnh, Công Khố, Công xa
- Chánh cửu phẩm: Không có
- Tòng cửu phẩm
  - Tản giai Tòng cửu phẩm: Tiểu hầu Chánh Ty quan; Chánh Ty quan các cục tượng; Tiểu hầu Ty quan; Ty quan các cục tượng; Thứ đội trưởng hàm; Cai huyện; Vị nhập lưu Cai thuộc; Các phiên thần làm Cai châu và Cai tổng; Cai tổng hàm; Các phiên thần làm Phó châu và Phó tổng; Phó tổng hàm; Thủ hợp các cục tượng.

## Quan chế Minh Mạng (1827 và sau này)

### Văn giai

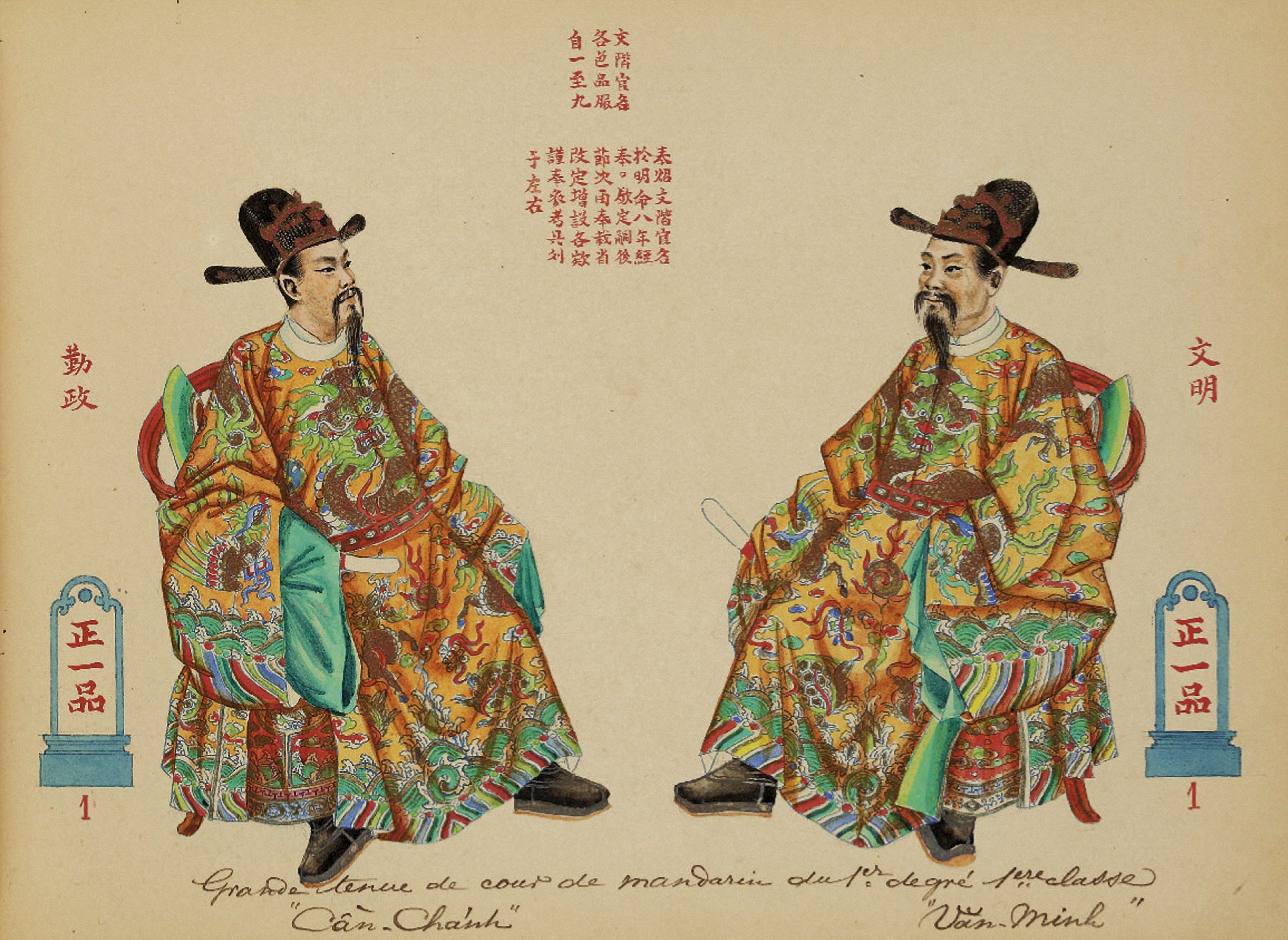
Quan phục Cần Chánh điện Đại học sĩ, Văn Minh điện Đại học sĩ

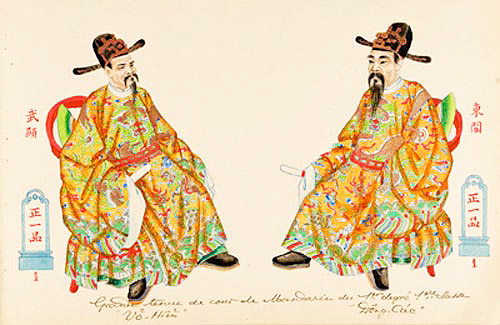
Quan phục Võ Hiển điện Đại học sĩ, Đông Các Đại học sĩ

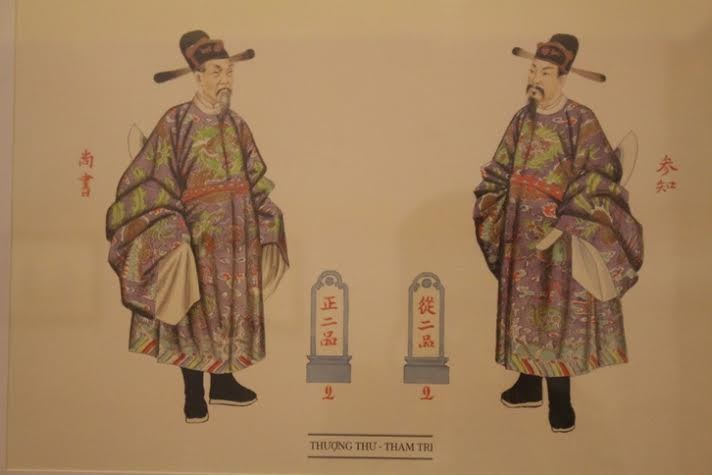
Quan phục Thượng thư, Tham tri

- Chánh nhất phẩm: Cần Chánh điện Đại học sĩ; Văn Minh điện Đại học sĩ; Võ Hiển điện Đại học sĩ; Đông Các Đại học sĩ - Cáo thụ đặc tiến Vinh Lộc đại phu, thụy Văn Nghị 文誼
- Tòng nhất phẩm: Hiệp biện Đại học sĩ (thời Đồng Khánh kỵ húy đổi tên thành Hiệp tá Đại học sĩ) - Cáo thụ Vinh Lộc đại phu, thụy Văn Ý 文懿
- Chánh nhị phẩm: Lục bộ Thượng thư; Tổng đốc; Đô sát viện Tả Hữu Đô ngự sử - Cáo thụ Tư Thiện đại phu, thụy Trang Lượng 莊亮
- Tòng nhị phẩm: Lục bộ Tả Hữu Tham tri; Tuần vũ; Đô sát viện Tả Hữu phó Đô ngự sử - Cáo thụ Trung Phụng đại phu, thụy Trang Khải 莊凱
- Chánh tam phẩm: Lục bộ Tả Hữu Thị lang; Hàn lâm viện Chưởng viện học sĩ; Hàn lâm viện Trực học sĩ; Thông chính sứ ty Thông chính sứ; Đại lý tự Khanh; Thái thường tự Khanh; Nội vụ phủ Thị lang; Vũ khố Thị lang; Thiêm sự phủ Thiêm sự[25]; Thừa Thiên phủ Phủ doãn; Hiệp trấn các trấn[26]; Bố chính sứ - Cáo thụ Gia Nghị đại phu, thụy Hiến Mục 憲穆
- Tòng tam phẩm: Thượng bảo Khanh; Quang lộc tự Khanh; Thái bộc tự Khanh; Thông chính sứ ty Thông chính phó sứ - Cáo thụ Trung Nghị đại phu, thụy Hiến Tĩnh 憲靜
- Chánh tứ phẩm: Hồng lô tự Khanh; Đại lý tự thiếu Khanh; Thái thường tự thiếu Khanh; Quốc tử giám Tế tửu; Hàn lâm viện Thị độc học sĩ; Lục bộ Lang trung; Nội vụ phủ Lang trung; Vũ khố Lang trung; Thiêm sự phủ thiếu Thiêm sự[27]; Thái y viện Viện sứ; Tào chính ty Tào chính sứ; Thương bạc ty Thương bạc sứ; Tôn nhân phủ Phủ thừa; Thừa Thiên phủ Phủ thừa; Hoàng tử phủ Trưởng sử; Thân công phủ Trưởng sử; Tham hiệp[28]; Án sát sứ; Tôn nhân phủ Tả Hữu Tá lý[29] - Cáo thụ Trung Thuận đại phu, thụy Đoan Cẩn 端謹
- Tòng tứ phẩm: Thượng bảo thiếu Khanh; Quang lộc tự thiếu Khanh; Thái bộc tự thiếu Khanh; Quốc tử giám Tư nghiệp; Hàn lâm viện Thị giảng học sĩ; Từ tế Tả Hữu ty Từ tế sứ; Quản đạo; Hoàng tử phủ Phó trưởng sử; Thân công phủ phó Trưởng sử - Cáo thụ Triều Liệt đại phu, thụy Đoan Lượng 端諒
- Chánh ngũ phẩm: Hồng lô tự thiếu Khanh; Hàn lâm viện Thị độc; Đô sát viện Khoa đạo (Lục khoa Cấp sự trung, Giám sát ngự sử các đạo); Đốc học; Viên ngoại lang; Từ tế Tả Hữu ty Từ tế phó sứ; phó Quản đạo; Tào chính ty Tào chính phó sứ; Thái y viện Ngự y, Khâm thiên giám Giám chính; Thương bạc ty Thương bạc phó sứ - Cáo thụ Phụng Nghị đại phu, thụy Đoan Trực 端直
- Tòng ngũ phẩm: Hàn lâm viện Thừa chỉ; Hàn lâm viện Thị giảng; Từ tế Tả Hữu ty Miếu lang; Tri phủ; Thái y viện phó Ngự y; Khâm thiên giám Giám phó; Khâm thiên giám Chiêm hậu[30]; Cẩm y Tri bạ; Thị trung Tri bạ - Cáo thụ Phụng Thành đại phu, thụy Đoan Thận 端慎
- Chánh lục phẩm: Hàn lâm viện Trước tác; Chủ sự; Đồng tri phủ; Kinh huyện Tri huyện[31]; Khâm Thiên giám Ngũ quan chính; Thị nội Tri bạ; Khinh kỵ Tri bạ[32]; Phi kỵ Tri bạ;[33] Thái y viện Tả viện phán - Sắc thụ Thừa vụ lang, thụy Đôn Nhã 敦雅
- Tòng lục phẩm: Hàn lâm viện Tu soạn; Quốc tử giám Học chính; Từ tế Tả Hữu ty Miếu thừa; Tri châu; Tri huyện; Kinh huyện Huyện thừa[34]; Giám thành Tri bạ; Võng thành Tri bạ; Chư quân[35] Tri bạ; Chư thành, trấn, đạo, tỉnh, vệ, cơ Tri bạ; Tả Hữu Thông phán; Thổ Tri phủ; Thái y viện Hữu viện phán - Sắc thụ Văn Lâm lang, thụy Đôn Túc 敦肅
- Chánh thất phẩm: Hàn lâm viện Biên tu; Quốc tử giám Giám thừa; Giáo thụ; Tư vụ; Huyện thừa các huyện; Khâm thiên giám Linh đài lang, Tả Hữu Kinh lịch - Sắc thụ Trưng Sĩ lang, thụy Đôn Giản 敦簡
- Tòng thất phẩm: Hàn lâm viện Kiểm thảo; Thái y viện Y chính; Chiêm hậu ty Linh đài lang; Hiệp thủ; Thổ tri châu; Thổ tri huyện - Sắc thụ Trưng Sĩ tá lang, thụy Đôn Kính 敦敬
- Chánh bát phẩm: Hàn lâm viện Điển tịch; Huấn đạo; Thái y viện Ngoại khoa Y chính; Phủ tri sự; Chánh bát phẩm Thư lại; Chánh bát phẩm Hành nhân - Sắc thụ Tu Chức lang, thụy Cung Doãn 恭允
- Tòng bát phẩm: Hàn lâm viện Điển bạ; Quốc tử giám Điển bạ; Thái y viện Y phó; Tòng bát phẩm Thư lại; Thân công phủ Chủ bạ[36]; Huyện tri sự; Thổ huyện thừa; Văn miếu Tự thừa tại Kinh sư[37] - Sắc thụ Tu Chức tá lang, thụy Cung Xác 恭愨
- Chánh cửu phẩm: Hàn lâm viện Cung phụng; Thái y viện Ngoại khoa Y phó; Thái y viện Y sinh; Chánh cửu phẩm Thư lại; Chánh cửu phẩm Hành nhân; Văn miếu Tự thừa ngoài Kinh sư; Phủ Lại mục; Tượng y ty tượng Y phó[38] - Sắc thụ Đăng sĩ lang, thụy Cung Mậu 恭茂
- Tòng cửu phẩm: Hàn lâm viện Đãi chiếu; Quốc tử giám Điển tịch; Thái y viện Ngoại khoa Y sinh; Lương y ty Y sinh; Tòng cửu phẩm Thư lại; Cai tổng; Thổ lại mục; Huyện lại mục; Tượng y ty tượng Y sinh - Sắc thụ Đăng sĩ tá lang, thụy Cung Phác 恭樸

Ngoài ra, còn có các Vị nhập lưu thư lại, chưa xếp vào ngạch, ở các bộ, viện, phủ, ty, giám, tự, ty văn hàn hàm phủ Hoàng tử, phủ Thân công; các đội, vệ, cơ ở các thành, trấn, đạo, tỉnh, Lễ sinh ở Văn Miếu...

### Võ giai

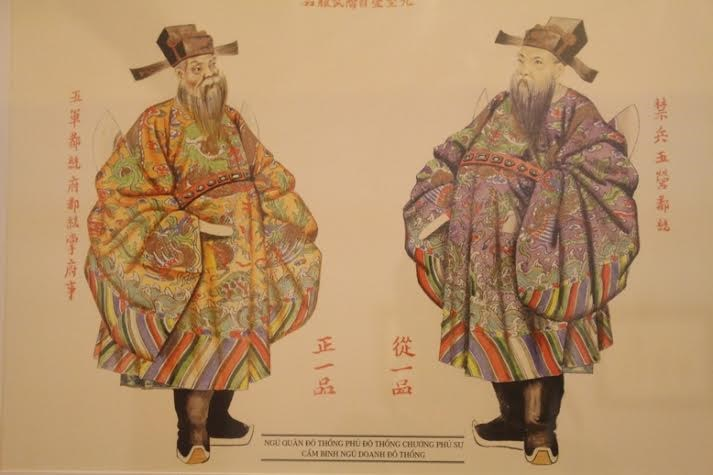
Quan phục của Ngũ quân Đô thống phủ Chưởng phủ sự, Cấm binh ngũ doanh Đô thống

- Chánh nhất phẩm: Ngũ quân Đô thống phủ Chưởng phủ sự[40][41][42] - Cáo thụ đặc tiến Tráng Võ tướng quân, thụy Võ Nghị 武毅
- Tòng nhất phẩm: Đô thống [43]; Thần sách Đô thống chế[44][45] - Cáo thụ Tráng Võ tướng quân, thụy Võ Khác 武恪
- Chánh nhị phẩm: Thống chế [46]; Thần sách Phó Đô thống chế[47][48]; Đề đốc[49] (bao gồm Kinh thành Đề đốc[50], Thủy sư Đề đốc[51], Đề đốc (quân vụ)[49]) - Cáo thụ Nghiêm Oai tướng quân, thụy Trung Liệt 忠烈

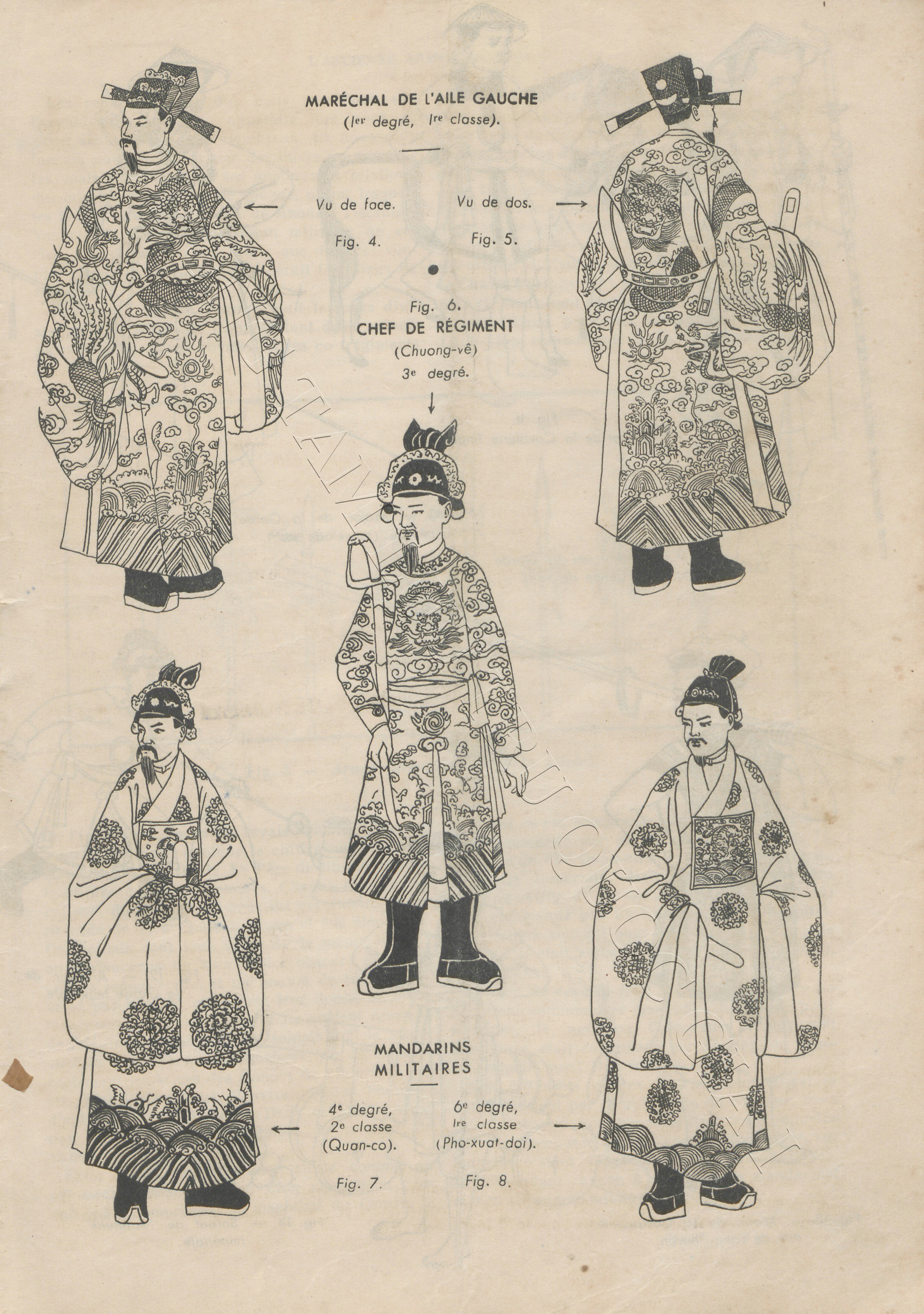
Quan phục của Tả quân (hình 4-5), Chưởng vệ (hình 6), Quản cơ (hình 7), Phó xuất đội (hình 8)

- Tòng nhị phẩm: Cẩm y vệ Đô chỉ huy sứ ty Đô chỉ huy sứ; Cẩm y vệ Chưởng vệ sự; Thị trung Tả Hữu dực Vệ uý; Khinh xa Đô uý (tập ấm); Chưởng cơ[52]; Chưởng vệ[52]; phó Đề đốc[53]- Cáo thụ Hùng Oai tướng quân, thụy Trung Phấn 忠奮
- Chánh tam phẩm: Nhất đẳng Thị vệ; Cẩm y vệ Đô Chỉ huy sứ ty Chỉ huy sứ (tức Phó sứ); Cẩm y vệ Vệ úy[54]; Thị trung Tả Hữu dực Phó vệ uý; Thị nội Thần cơ Vệ úy; Thị nội Tiền phong Vệ úy; Thị nội Long võ Vệ úy; Thị nội Hổ oai Vệ úy; Thị nội Nội hầu Vệ úy; Thị nội Kỳ võ Vệ úy; Thị nội Thành võ Vệ úy; Thị nội Thị tượng Vệ úy; Thượng tứ viện Viện sứ; Nội thủy Vệ úy; Phấn dực Vệ uý; Kiêu kỵ Vệ uý; Phi kỵ Vệ uý; Thần sách Vệ uý; Hộ lăng Vệ uý; Chư quân Thống quản thập cơ; Trấn thủ; Thân binh Vệ uý[55][56]; Cấm binh Vệ uý[55][57]; Lãnh binh[58] - Cáo thụ Anh Dũng tướng quân, thụy Anh Túc 英肅
- Tòng tam phẩm: Hộ thành binh mã ty Binh mã sứ; Giám thành Vệ úy; Võng thành Vệ úy; Chư quân Vệ úy; Ngũ hộ Vệ úy;[59] Thị nội Thần cơ Phó vệ úy; Thị nội Tiền phong Phó vệ úy; Thị nội Long võ Phó vệ úy; Thị nội Hổ oai Phó Vệ úy; Thị nội Nội hầu Phó vệ úy; Thị nội Kỳ võ Phó vệ úy; Thị nội Thành võ Phó vệ úy; Thị nội Thị tượng Phó vệ úy; Thượng trà viện Viện sứ; Nội thủy Phó vệ úy; Phấn dực Phó vệ úy; Kiêu kỵ Phó vệ úy; Phi kỵ Phó vệ úy; Thần sách Phó vệ úy; Hộ lăng Phó vệ úy; Chư quân Phó Thống quản thập cơ; Kinh thương Giám đốc; Kiêu kỵ Đô uý (tập ấm); phó Lãnh binh[58]; Phò mã Đô úy - Cáo thụ Phấn Dũng tướng quân, thụy Anh Mại 英邁
- Chánh tứ phẩm: Nhị đẳng Thị vệ; Hộ thành binh mã ty Binh mã Phó sứ; Thượng trà viện Phó sứ; Giám thành Phó vệ úy; Võng thành Phó vệ uý; Chư quân Phó Vệ úy; Ngũ hộ Phó Vệ úy[60]; Quản cơ; Kinh thương Phó giám đốc - Cáo thụ Minh Nghĩa đô úy, thụy Tráng Dực 壯翼
- Tòng tứ phẩm: Thành thủ úy; Cai đội tại Trung hầu, Nội hầu, Cẩm y, Thị nội Tả Hữu dực, Thị trung Tả Hữu dực; Giám đốc tại các cục Bảo hoá, Bảo tuyền, Tạo tác; Kỵ đô úy (tập ấm), Phòng Thủ úy, Tuyên úy sứ, Trưởng chi các chi Thổ binh, phó Quản cơ - Cáo thụ Tín Nghĩa đô uý, thụy Tráng Nghĩa 壯義

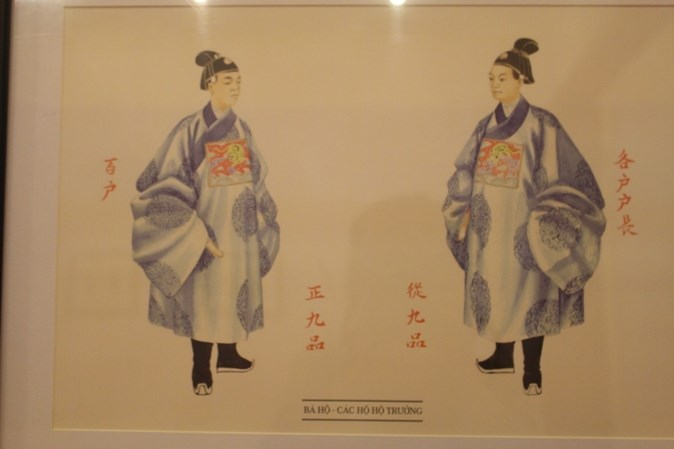
Quan phục Chánh cửu phẩm; Tòng cửu phẩm

- Chánh ngũ phẩm: Tam đẳng thị vệ; Cẩm y Hiệu úy; Cai đội tại Thị nội Thần cơ, Thị nội Tiền phong, Thị nội Long võ, Thị nội Hổ oai, Thị nội Nội hầu, Thị nội Kỳ võ, Thị nội Thành võ, Thị nội Thị tượng, Thị nội Tả hầu, Thị nội Hữu hầu, Thị nội Trung hầu, Thị nội Dực võ, Thị nội Thượng trà, Thị nội Tiểu sai, Thị nội Tả vệ, Thị nội Hữu vệ, Thị nội Kim đao, Thị nội Kim sang, Thị nội Ngân sang, Thị nội Thị nghi, Thị nội Thượng thiện, Thị nội Tiểu hầu, Thị nội Tài hoa, Phấn dực, Nội thủy, Kiêu kỵ, Phi kỵ, Thần sách, Hộ lăng; Thị nội Tả Hữu dực Phó đội; Thị trung Tả Hữu dực Phó đội; Chánh Đội trưởng Suất đội tại Trung Hầu, Nội Hầu; Nam Bắc Tào Quản lãnh - Cáo thụ Võ Công đô uý, thụy Tráng Nhuệ 壯銳
- Tòng ngũ phẩm: Tứ đẳng thị vệ; Cai đội tại Giám thành, Võng thành, Chư quân, Thân công phủ, Ngũ hộ, Lục kiên, Lý thiện, Tuần bạc, Tuần thành; Chánh đội trưởng Suất đội tại Thị nội Thần cơ, Thị nội Tiền phong, Thị nội Long võ, Thị nội Hổ oai, Thị nội Nội hầu, Thị nội Kỳ võ, Thị nội Thành võ, Thị nội Thị tượng, Thị nội Tả hầu, Thị nội Hữu hầu, Thị nội Trung hầu, Thị nội Dực võ, Thị nội Thượng trà, Thị nội Tiểu sai, Thị nội Tả vệ, Thị nội Hữu vệ, Thị nội Kim đao, Thị nội Kim sang, Thị nội Ngân sang, Thị nội Thị nghi, Thị nội Thượng thiện, Thị nội Tiểu hầu, Thị nội Tài hoa, Nội thủy Phấn dực, Kiêu kỵ, Phi kỵ, Thần sách, Hộ lăng, Từ tế Tả Hữu; phó Lãnh binh Nam Bắc tào; Phi kỵ uý (tập ấm); Tuyên uý Phó sứ; Phòng ngự sứ; Phó chi các chi thổ binh - Cáo thụ Kiến Công đô uý, thụy Tráng Hiển 壯顯
- Chánh lục phẩm: Ngũ đẳng thị vệ, Cai đội tại các thuộc binh, thành, trấn, đạo, tỉnh; Chánh đội trưởng Suất đội tại Giám thành, Võng thành, Chư quân, Thân công phủ, Ngũ hộ, Lục kiên, Lý thiện, Tuần bạc, Tuần thành; Chánh đội trưởng Suất thập tại Trung hầu, Nội hầu; Thủ ngự các cửa biển và cửa ải, Đốc vận - Sắc thụ Tráng Tiết kỵ uý, thụy Hùng Kính 雄勁
- Tòng lục phẩm: Chánh đội trưởng Suất đội tại các thuộc binh, các thành, trấn, đạo, tỉnh; (Chánh đội trưởng sau đây đều là Chánh đội trưởng suất thập), Cẩm y Chánh đội trưởng; Thị trung Tả dực Chánh đội trưởng; Thị trung Hữu dực Chánh đội trưởng; Trung hầu đội Đội trưởng; Nội hầu đội Đội trưởng; Thị nội Thần cơ Chánh đội trưởng; Thị nội Tiền phong Chánh đội trưởng; Thị nội Long võ Chánh đội trưởng; Thị nội Hổ oai Chánh đội trưởng; Thị nội Nội hầu Chánh đội trưởng; Thị nội Kỳ võ Chánh đội trưởng; Thị nội Thành võ Chánh đội trưởng; Thị nội Thị tượng Chánh đội trưởng; Thị nội Tả hầu Chánh đội trưởng; Thị nội Hữu hầu Chánh đội trưởng; Thị nội Trung hầu nhất Chánh đội trưởng; Thị nội Dực võ Chánh đội trưởng; Thị nội Thượng trà Chánh đội trưởng; Thị nội Tiểu sai Chánh đội trưởng; Thị nội Tả vệ Chánh đội trưởng; Thị nội Hữu vệ Chánh đội trưởng; Thị nội Kim đao Chánh đội trưởng; Thị nội Kim sang Chánh đội trưởng; Thị nội Ngân sang Chánh đội trưởng; Thị nội Thị nghi Chánh đội trưởng; Thị nội Thượng Thiện Chánh đội trưởng; Thị nội Tiểu hầu Chánh đội trưởng; Thị nội Tài hoa Chánh đội trưởng; Nội thủy Phấn dực Chánh đội trưởng; Kiêu kỵ Chánh đội trưởng; Phi kỵ Chánh đội trưởng; Thần sách Chánh đội trưởng; Hộ lăng Chánh đội trưởng; Từ tế Chánh đội trưởng; Ân kỵ uý (tập ấm); Tuyên uý Đồng tri; Phòng ngự Đồng tri; Cai đội Thổ binh - Sắc thụ Tráng Tiết tá kỵ uý, thụy Hùng Tiết 雄節

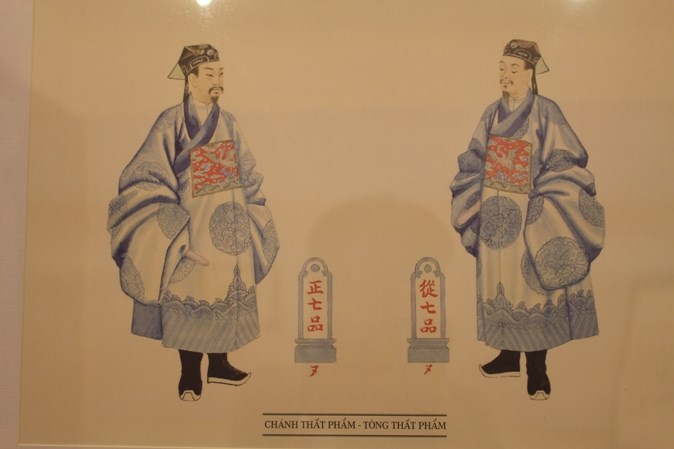
Quan phục Chánh thất phẩm; Tòng thất phẩm

- Chánh thất phẩm: Chánh đội trưởng Suất thập tại Giám thành; (Chánh đội trưởng sau đây đều là Chánh đội trưởng suất thập), Võng thành Chánh đội trưởng; Chư quân Chánh đội trưởng; Thân công phủ Chánh đội trưởng; Ngũ hộ Chánh đội trưởng; Lục kiên Chánh đội trưởng; Lý thiện Chánh đội trưởng; Tuần bạc Chánh đội trưởng; Tuần thành Chánh đội trưởng; (Đội trưởng sau đây đều là đội trưởng suất thập), Cẩm y Đội trưởng; Tả dực quân Thị trung Đội trưởng; Thị trung Hữu dực Đội trưởng; Thần cơ Thị nội Đội trưởng; Thị nội Tiền phong Đội trưởng; Thị nội Long võ Đội trưởng; Thị nội Hổ oai Đội trưởng; Thị nội Nội hầu Đội trưởng; Thị nội Kỳ võ Đội trưởng; Thị nội Thành võ Đội trưởng; Thị nội Thị tượng Đội trưởng; Thị nội Tả hầu Đội trưởng; Thị nội Hữu hầu Đội trưởng; Thị nội Trung hầu nhất Đội trưởng; Thị nội Dực võ Đội trưởng; Thị nội Thượng trà Đội trưởng; Thị nội Tiểu sai Đội trưởng; Thị nội Tả vệ Đội trưởng; Thị nội Hữu vệ Đội trưởng; Thị nội Kim đao Đội trưởng; Thị nội Kim sang Đội trưởng; Thị nội Ngân sang Đội trưởng; Thị nội Thị nghi Đội trưởng; Thị nội Thượng thiện Đội trưởng; Thị nội Tiểu hầu Đội trưởng; Thị nội Tài hoa Đội trưởng; Nội thủy Phấn dực Đội trưởng; Kiêu kỵ Đội trưởng; Phi kỵ Đội trưởng; Thần cơ Đội trưởng; Hộ lăng Đội trưởng; Từ tế Đội trưởng; Thiên hộ; Nội tạo Cục tượng Chánh tri sự - Sắc thụ Hiệu Trung kỵ uý, thụy Hùng Quả 雄果

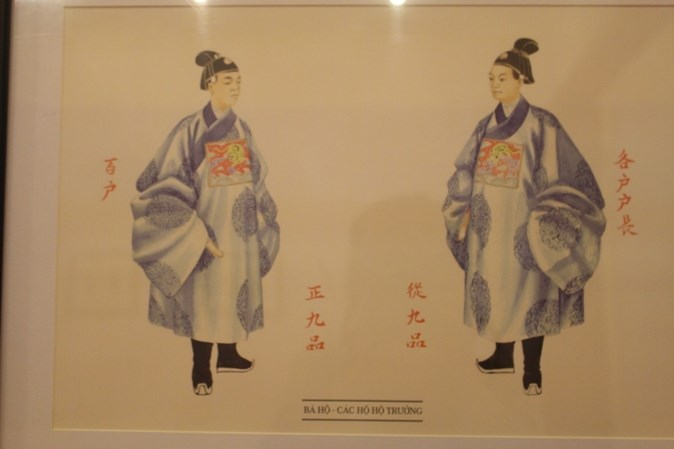
Quan phục Bá hộ; Hộ trưởng các hộ

- Tòng thất phẩm: Chánh đội trưởng Suất thập tại các thuộc binh, thành, trấn, đạo, tỉnh; (Đội trưởng sau đây đều là Đội trưởng suất thập), Giám thành Đội trưởng; Võng thành Đội trưởng; Thân công phủ Đội trưởng; Chư quân Đội trưởng; Ngũ hộ Đội trưởng; Lục kiên Đội trưởng; Lý thiện Đội trưởng; Tuần bạc Đội trưởng; Tuần thành Đội trưởng; Phó thiên hộ; Nội tạo Cục tượng Phó tri sự; Lãnh vận thiên tổng; Đội trưởng các công thương công khố; Dịch trạm Đội trưởng; Phụng ân uý (tập ấm); Thổ binh Đội trưởng - Sắc thụ Trung Tá kỵ uý, thụy Hùng Cảm 雄敢
- Chánh bát phẩm: Đội trưởng Suất thập tại các thuộc binh, thành, trấn, đạo, tỉnh; Chánh bát phẩm Bá hộ; Nội tạo Cục tượng Tri sự công thương; Công khố Thứ đội trưởng; Dịch trạm Thứ đội trưởng - Sắc thụ Trung Tín hiệu uý, thụy Dũng Kiên 勇堅
- Tòng bát phẩm: Tòng bát phẩm Đội trưởng; Tòng bát phẩm Bá hộ; các Cục tượng Phó tri sự; Thừa ân uý (tập ấm) - Sắc thụ Trung Tín tá hiệu uý, thụy Dũng Mậu 勇懋
- Chánh cửu phẩm: Chánh cửu phẩm Bá hộ; các cục tượng Chánh cửu phẩm Tượng mục; Chánh cửu phẩm Đội trưởng; Phủ lệ mục - Sắc thụ Hiệu Lực hiệu uý, thụy Dũng Lệ 勇勵
- Tòng cửu phẩm: Tòng cửu phẩm Bá hộ; Hộ trưởng các hộ; thợ các cục; các cục tượng Tòng chẩm tượng mục; Tòng cửu phẩm Đội trưởng; Huyện lệ mục - Sắc thụ Hiệu Lực tá hiệu uý, thụy Dũng Mẫn 勇敏

## Ân sung thụy hàm
Ngoài phẩm hàm, thụy hàm và thụy hiệu dành cho các quan viên trong quan chế Cửu phẩm Quan giai, nhà Nguyễn còn chuẩn định việc phong ân sung thụy hàm, tức phong phẩm hàm cho người mất là cha mẹ (ruột hay nuôi), ông bà (tức ông bà nội), ông bà cụ (tức ông bà cố nội), và những phu nhân của các quan viên. Các thụy hàm này là các phẩm hàm được sung ân, tức vinh danh, được phong khi mất, được khắc trên bia mộ, sắc phong, nên không là thực hàm, không ăn lương.

### Thụy hàm dành cho các phu nhân
Năm Minh Mạng 7 (1826), vua Minh Mạng ban lệnh chuẩn định việc phong ân sung thụy hàm cho phu nhân (nếu chỉ một vợ) hoặc các phu nhân (nếu nhiều vợ) của các quan viên. Thụy hàm này không phân biệt trật chánh tòng hoặc ban văn võ, được chuẩn định như sau:
- Vợ quan Nhất phẩm: Phu nhân (夫人);
- Vợ quan Nhị phẩm: Phu nhân (夫人), sau đổi Đoan nhân (端人)[62];
- Vợ quan Tam phẩm: Thục nhân (淑人);
- Vợ quan Tứ phẩm: Cung nhân (恭人);
- Vợ quan Ngũ phẩm: Nghi nhân (宜人);
- Vợ quan Lục phẩm: An nhân (安人);
- Vợ quan Thất phẩm: An nhân (安人), sau đổi Nhu nhân (柔人)[62];
- Vợ quan Bát phẩm: Nhụ nhân (孺人), sau đổi Cẩn nhân (謹人)[62];
- Vợ quan Cửu phẩm: Nhụ nhân (孺人);

### Thụy hàm dành cho các đời
Năm Minh Mạng 21 (1840), vua Minh Mạng ban lệnh chuẩn định việc phong ân sung thụy hàm cho các đời như sau:

#### Trật phẩm và các đời được phong ân sung thụy hàm
- Nếu là quan văn võ trật chánh hoặc tòng Nhất phẩm, phong cho 3 đời (là đời cha, đời ông, và đời cụ ông)
- Nếu là quan văn võ trật chánh hoặc tòng Nhị phẩm, phong cho 2 đời (là đời cha và đời ông)
- Nếu là quan văn võ trật chánh hoặc tòng Tam phẩm, phong cho 1 đời (là đời cha)
- Nếu là quan văn chánh hoặc tòng Tứ phẩm Chính giai, phong cho 1 đời (là đời cha)
  - Tuy nhiên, nếu là quan văn chánh hoặc tòng Tứ phẩm Tản giai, thì không phong cho đời nào
- Ngoài ra:
  - Nếu các quan văn từ tứ phẩm trở lên (như tứ phẩm, tam phẩm, nhị phẩm, nhất phẩm) bị giáng xuống đến trật tòng lục phẩm, phong cho 1 đời (là đời cha)
  - Nếu các quan võ từ tam phẩm trở lên (như tam phẩm, nhị phẩm, nhất phẩm) bị giáng xuống đến trật tòng ngũ phẩm, phong cho 1 đời (là đời cha)
- Nếu là quan văn từ Ngũ phẩm và võ từ Tứ phẩm trở xuống đến Cửu phẩm, thì không phong cho đời nào

#### Thụy hàm được sung ân

##### Văn giai
- Quan Chánh nhất phẩm: cha, Thượng thư; mẹ, chánh nhị phẩm Phu nhân; ông, Thiêm sự phủ Thiêm sự; bà, chánh tam phẩm Thục nhân; cụ ông, Hàn lâm viện Thị độc học sĩ [64]; cụ bà, chánh tứ phẩm Cung nhân
- Quan Tòng nhất phẩm: cha, Đô sát viện Hữu phó Đô ngự sử; mẹ, tòng nhị phẩm phu nhân; ông, Thái bộc tự Khanh; bà, tòng tam phẩm Thục nhân; cụ ông, Hàn lâm viện Thị giảng học sĩ; bà, Tòng tứ phẩm Cung nhân
- Quan Chánh nhị phẩm: cha, Thiêm sự phủ Thiêm sự; mẹ, chánh tam phẩm Thục nhân; ông, Hàn lâm viện Thị độc học sĩ; bà, chánh tứ phẩm Cung nhân
- Quan Tòng nhị phẩm: cha, Thái bộc tự Khanh; mẹ, tòng tam phẩm Thục nhân; ông, Hàn lâm viện Thị giảng học sĩ; bà, tòng tứ phẩm Cung nhân
- Quan Chánh tam phẩm: cha, Hàn lâm viện Thị độc học sĩ; mẹ, chánh tứ phẩm Cung nhân
- Quan Tòng tam phẩm: cha, Hàn lâm viện Thị giảng học sĩ; mẹ, tòng tứ phẩm Cung nhân [65]
- Quan Chánh tứ phẩm: cha, Hàn lâm viện Thị độc; mẹ, chánh ngũ phẩm Nghi nhân
- Quan Tòng tứ phẩm: cha, Hàn lâm viện Thị giảng; mẹ tòng ngũ phẩm Nghi nhân
- Quan Tản giai thuộc tứ phẩm (tức Tản giai chánh tứ phẩm hoặc Tản giai tòng tứ phẩm): không được phong tặng
- Ngoài ra, đối với các quan tứ phẩm trở lên nhưng bị giáng chức:
  - Nếu bị giáng xuống trật chánh ngũ phẩm: cha, Lục bộ Thanh lại ty Chủ sự; mẹ, chánh lục phẩm An nhân
  - Nếu bị giáng xuống trật tòng ngũ phẩm: cha, Hàn lâm viện Tu soạn; mẹ, tòng lục phẩm An nhân
  - Nếu bị giáng xuống trật chánh lục phẩm: cha, Hàn lâm viện Biên tu; mẹ, chánh thất phẩm An nhân
  - Nếu bị giáng xuống trật tòng lục phẩm: cha, Hàn lâm viện Kiểm thảo; mẹ, tòng thất phẩm An nhân
- Các quan từ hàm Ngũ phẩm đến Cửu phẩm: không phong cho đời nào

##### Võ giai
- Quan chánh nhất phẩm: cha, Thống chế; mẹ, chánh nhị phẩm Phu nhân; ông, Cấm binh Vệ uý; bà, chánh tam phẩm Thục nhân; cụ ông, Quản cơ; cụ bà, chánh tứ phẩm Cung nhân
- Quan tòng nhất phẩm: cha, Cẩm y Chưởng vệ sự;[66] mẹ, tòng nhị phẩm Phu nhân; ông, Cấm binh Phó vệ uý; bà, tòng tam phẩm Thục nhân; cụ ông, Phó quản cơ; cụ bà, tòng tứ phẩm Cung nhân
- Quan chánh nhị phẩm: cha, Cấm binh Vệ uý; mẹ, chánh tam phẩm Thục nhân; ông, Quản cơ; bà, chánh tứ phẩm Cung nhân
- Quan tòng nhị phẩm: cha, Cấm binh Phó vệ uý; mẹ, tòng tam phẩm Thục nhân; ông, Phó quản cơ; mẹ, tòng tứ phẩm Cung nhân
- Quan chánh tam phẩm: cha, Quản cơ; mẹ, chánh tứ phẩm Cung nhân
- Quan tòng tam phẩm: cha, Phó quản cơ; mẹ, tòng tứ phẩm Cung nhân
- Ngoài ra, đối với các quan tam phẩm trở lên nhưng bị giáng chức:
  - Nếu bị giáng xuống trật chánh tứ phẩm: cha, Cẩm y Hiệu uý; mẹ, chánh ngũ phẩm Nghi nhân
  - Nếu bị giáng xuống trật tòng tứ phẩm: cha, Cai đội các quân; mẹ, tòng ngũ phẩm Nghi nhân
  - Nếu bị giáng xuống trật chánh ngũ phẩm: cha, thuộc binh Cai đội; mẹ, chánh lục phẩm An nhân
  - Nếu bị giáng xuống trật tòng ngũ phẩm: cha, thuộc binh Chánh đội trưởng suất đội; mẹ, tòng lục phẩm An nhân
- Các quan từ hàm Tứ phẩm đến Cửu phẩm: không phong cho đời nào

## Cải cách quan chế năm 1831 - 1832
Cùng với cải cách địa chính các năm 1831, 1832: đổi các trấn thành tỉnh và chia địa chính Việt Nam thành 31 tỉnh, thì vua Minh Mạng cũng tiến hành sửa đổi hệ thống quan chế theo lối nhà Thanh (Trung Quốc). Thay thế các chức quan Tổng trấn, Hiệp trấn bằng chức Tổng đốc. Đặt thêm các chức Tuần phủ (tương đương với Tỉnh trưởng), Bố chính sứ ở các tỉnh thành. Cải cách này theo hướng tập quyền hơn vào triều đình trung ương, so với quan chế thời Gia Long (vốn phân chia quyền hành bớt cho các Tổng trấn).

## Lương bổng các quan viên

Phủ phụ chính triều vua Duy Tân. Từ trái sang phải: Tôn Thất Hân (thượng thư bộ Hình), Nguyễn Hữu Bài (thượng thư bộ Lại), Huỳnh Côn (thượng thư bộ Lễ), Hoàng thân Miên Lịch, Lê Trinh (thượng thư bộ Công), Cao Xuân Dục (thượng thư bộ Học)

Năm Kỷ Hợi 1839, (năm Minh Mạng thứ 20), vua định lương bổng đồng niên và tiền xuân phục cho các quan viên như sau:
- Chánh nhất phẩm: tiền 400 quan, gạo 300 phương, tiền xuân phục 70 quan.
- Tòng nhất phẩm: tiền 300 quan, gạo 250 phương, tiền xuân phục 60 quan.
- Chánh nhị phẩm: tiền 250 quan, gạo 200 phương, tiền xuân phục 50 quan.
- Tòng nhị phẩm: tiền 180 quan, gạo 150 phương, tiền xuân phục 30 quan.
- Chánh tam phẩm: tiền 150 quan, gạo 120 phương, tiền xuân phục 20 quan.
- Tòng tam phẩm: tiền 120 quan, gạo 90 phương, tiền xuân phục 16 quan.
- Chánh tứ phẩm: tiền 80 quan, gạo 60 phương, tiền xuân phục 14 quan.
- Tòng tứ phẩm: tiền 60 quan, gạo 50 phương, tiền xuân phục 10 quan.
- Chánh ngũ phẩm: tiền 40 quan, gạo 43 phương, tiền xuân phục 9 quan.
- Tòng ngũ phẩm: tiền 35 quan, gạo 30 phương, tiền xuân phục 8 quan.
- Chánh lục phẩm: tiền 30 quan, gạo 25 phương, tiền xuân phục 7 quan.
- Tòng lục phẩm: tiền 30 quan, gạo 22 phương, tiền xuân phục 6 quan.
- Chánh thất phẩm: tiền 25 quan, gạo 20 phương, tiền xuân phục 5 quan.
- Tòng thất phẩm: tiền 22 quan, gạo 20 phương, tiền xuân phục 5 quan.
- Chánh bát phẩm: tiền 20 quan, gạo 18 phương, tiền xuân phục 5 quan.
- Tòng bát phẩm: tiền 20 quan, gạo 18 phương, tiền xuân phục 4 quan.
- Chánh cửu phẩm: tiền 18 quan, gạo 16 phương, tiền xuân phục 4 quan.
- Tòng cửu phẩm: tiền 18 quan, gạo 16 phương, tiền xuân phục 4 quan.

Lương bổng của các quan tương đối ít nhưng quan lại được hưởng nhiều quyền lợi, cha họ được khỏi đi lính, làm sưu và miễn thuế tùy theo quan văn hay võ, hàm cao hay thấp. Ngoài ra con cái các quan còn được hưởng lệ tập ấm.
Dân địa phương hàng xã và hàng tổng còn cung ứng phục dịch cho nhà quan nhân lực và tiền bạc để xây nhà, sửa đường sở. Ca dao còn nhắc:
Hàng huyện xây cổng
Hàng tổng đắp nền.
Khi quan di chuyển thì phải có đoàn tùy tùng từ 10 đến 40 người tùy thuộc vào phẩm cấp của vị quan như phu khiêng cáng, kéo xe v.v.

## Hưu trí
Khi về hưu thì vị quan nhà Nguyễn mỗi năm được phát 100 đến 400 quan tiền gọi là ân cấp của vua, thu từ một đến năm xã địa phương gọi là dân lộc. Khi mất thì triều đình có thể cấp cho tang gia 20-200 quan tiền để lo việc tang ma.

## Nhận xét
Nhìn chung bộ máy quan lại triều Nguyễn không cồng kềnh, nhưng tham nhũng vẫn là một trong những vấn đề lớn trong hàng ngũ quan lại. Để hạn chế tệ tham nhũng, nhà Nguyễn đặc biệt quan tâm đến chế độ lương bổng đảm bảo cuộc sống ổn định, khá giả cho đội ngũ quan lại. Ngoài lương bổng chính, còn có thêm phụ cấp, gọi là tiền dưỡng liêm.
Đồng thời, trong bộ luật triều Nguyễn có những hình phạt rất nghiêm khắc đối với tội này.
Mặc dù triều Nguyễn đã có nhiều cố gắng rất lớn, tệ tham nhũng là một vấn đề lớn của triều đại nhà Nguyễn, đặc biệt trong những đời vua cuối và ở các cấp địa phương xa. Nhiều bằng chứng vào thời đó cho thấy những sự hà lạm của quan lại như tiếm nghịch, biển thủ của công và ăn hối lộ không phải là hiếm. Nguyên nhân của việc này nằm ở chỗ hệ thống hành chính thiếu sự kiểm tra và điều khiển. Quyền lực tuyệt đối của vị Hoàng đế đặt lên trên các thần dân đã thành nguyên tắc, đưa dân chúng vào khuôn phép, phải tuân lệnh từ bên trên. Các quan chức triều đình không ai giám sát các quan ngoài Hoàng đế trong khi vị vua này không thể đủ sức lo xuể tất cả mọi vấn đề. Nhà vua là cơ quan chủ động của guồng máy hành chính tập trung nhưng lại không đủ khả năng để điều hành toàn bộ guồng máy này.